# Pío Víquez
Pío Jesús Víquez Chinchilla, más conocido como Pío Víquez, (Cartago, 19 de julio de 1848 - San José, 10 de mayo de 1899) fue un periodista, político, educador, escritor y poeta costarricense. Fundador del periódico El Heraldo de Costa Rica, es considerado uno de los personajes más influyentes durante el último tercio del siglo XIX, y uno de los principales impulsores del periodismo nacional. Destacado poeta y prosista, sus escritos fueron recopilados en 1903 en un libro llamado Miscelánea, y posteriormente, la mayoría de su obra fue recogida por el historiador Carlos Meléndez Chaverri y publicada con el nombre Política, viajes y semblanzas, en 1990. Los premios nacionales de periodismo de Costa Rica llevan su nombre.

## Biografía
Nacido en Cartago, cursó sus estudios primarios y secundarios en esta ciudad. De orígenes humildes, a los 15 años abandonó sus estudios para trabajar por su subsistencia. En 1869 ingresó como alumno en la Escuela Normal de Adolfo Romero, de donde se graduó como maestro de escuela. A los 21 años, fue nombrado maestro en la Escuela de Varones de Desamparados, cargo que desempeñó hasta 1873, cuando fue trasladado como ayudante de la Escuela de Varones del Norte en la ciudad de San José. También prestó servicios en dos escuelas de niñas. Dos años después, en 1875, fue nombrado profesor de Lengua Castellana en el Instituto Nacional de San José, luego de lo cual fue trasladado a la dirección de la Escuela del Norte un año después.
Una vez establecido en San José, Pío Víquez inició sus estudios en Derecho en la Universidad de Santo Tomás. En 1875, obtuvo el título de Bachiller, y poco después obtuvo otro bachillerato en Filosofía. En 1877, obtuvo el bachillerato en Derecho Civil. Ese mismo año, el presidente Tomás Guardia Gutiérrez lo nombró subsecretario del Ministerio de Relaciones Exteriores, Instrucción Pública, Justicia, Culto y Beneficencia. Dos años después, retornó a la enseñanza en el Instituto Nacional de San José.
Durante este periodo, tuvo a su cargo la dirección de la Imprenta Nacional en varias oportunidades. También fue redactor oficial del diario La Gaceta de Costa Rica y profesor de Derecho Civil en la Universidad de Santo Tomás.
Durante el gobierno de Bernardo Soto Alfaro, Pío Víquez formó parte de la comitiva presidencial que viajó a Nicaragua para resolver algunas dificultades internacionales pendientes. A su regreso al país, escribió un libro sobre el viaje que fue publicado en 1887, Relación del viaje del señor presidente de Costa Rica general don Bernardo Soto a la República de Nicaragua. También desempeñó el puesto de subsecretario de Relaciones Exteriores y agregado de la de Gobernación. En 1886 desempeñó la Secretaría de la Legación de Costa Rica ante el gobierno de México.
En 1889, fundó el diario El Heraldo de Costa Rica, consagrando este periódico al diarismo militante. Durante diez años, El Heraldo trató los más diversos temas nacionales: política, religión, arte, ciencia, siendo uno de los medios más influyentes del país. Fue en este diario donde publicó la mayoría de su obra literaria, destacándose una vasta colección de poesía y prosas, recopiladas luego de su muerte en el libro Miscelánea, publicado por sus amigos póstumamente.

## Muerte
Murió en San José, el 10 de mayo de 1899. Sus restos se encuentran en un mausoleo en el Cementerio General de San José.

## Obras
Pío Víquez es considerado uno de los fundadores de la literatura costarricense. Su literatura se enmarca dentro de la llamada Generación del Olimpo, definida como una élite de intelectuales e ideólogos de la oligarquía liberal, en la que figuraron no solamente los aristócratas enriquecidos por las exportaciones del café, sino también hombres surgidos de los estratos populares, como el mismo Víquez, que ascendieron socialmente gracias a su educación, su habilidad y su talento, aunque no contasen con grandes medios económicos o nexos genealógicos. Es uno de los autores clásicos del país, junto a los poetas de la Lira costarricense, Lisímaco Chavarría, Roberto Brenes Mesén, Carlos Gagini, Ricardo Fernández Guardia, Manuel Argüello Mora, Aquileo Echeverría y Manuel González Zeledón "Magón". La mayoría de sus textos fueron publicados en periódicos y revistas, sobre todo en El Heraldo de Costa Rica, del que fue fundador y director. El periódico fue, gracias a esto, un espacio para la literatura naciente de la última década del siglo XIX, donde publicaron varios autores, entre ellos el poeta Rubén Darío durante su estancia en Costa Rica.
Como característica de la época en la que vivió, sus escritos abordan distintos géneros: epitalamios, descripciones de la naturaleza, necrologías, artículos políticos, polémicas, crónicas sociales, relatos de viajes y poesías. Su temática se caracterizó por lo político, el anticlericalismo, la crítica de arte, la información local y el movimiento social. De ideología liberal, criticó la conquista y la colonia, tildándolos de periodos atrasados, condenando la herencia española en el plano sociopolítico, pero enorgulleciéndose de ella en términos étnicos, considerando positiva la incorporación de América al mundo y la cultura occidentales. Pío Víquez es uno de los responsables del pensamiento que define, a su entender, el estereotipo del costarricense como un individuo blanco, democrático, igualitario y trabajador, creando una idea que separa la sociedad costarricense en dos grupos: los "blancos del Valle Central" y los indígenas y afrocaribeños del Atlántico.
Uno de sus temas reiterativos es la igualdad entre todos los costarricenses, cuya única jerarquía es definida por el trabajo. Este mito le sirve para diferenciar al costarricense de los europeos, inmersos en luchas políticas durante esta época, y como una forma de evitar el anarquismo y la rebelión política. Para Víquez, la solución contra los vicios es la autoridad y el trabajo. Se enfrenta de esta forma a las ideologías tradicionales que establecen las jerarquías sociales por razones de cuna, subrayando al trabajo y el esfuerzo personal como fuente de superación y ascenso social. Dentro de su ideología, la pobreza era resultado de la vagancia, la herencia o la raza, y no producto de las determinaciones económicas o sociales.
En las descripciones de sus viajes, Pío Víquez describe las regiones del territorio nacional que visita con el mismo asombro como lo haría un escritor extranjero. Para Víquez, Costa Rica se encuentra personificada como una figura femenina. Así, por ejemplo, en una de sus visitas a Limón, la provincia del Atlántico costarricense, compara esta tierra con una mujer negra "con su tez de cacao encendido como la sangre nueva: con su ubérrimo alto pecho, a las cuatro luces seductor, descubierto; con su muslo que tiembla avaro de embriagador deleite". En otro de sus cuadros, utiliza a una mujer para comparar la ciudad de Heredia con Arabia, por la producción de café. Para él, Cartago "es una mujer natural, tranquila, dulce, abnegada, de belleza natural a quien le faltan refinamientos", mientras que San José es una muchacha caracterizada por "la sensualidad, la desnudez, el adorno, la tentación inocente, la naturalidad, la pereza propia del trópico".
En los relatos de Pío Víquez, lo extranjero toma preponderancia sobre lo nacional. Lo extranjero, ya sea europeo o estadounidense, es progreso material, ejemplo de buenas costumbres, modelo de civilización que se impone a la barbarie de la naturaleza, sinónimo de actividad, cultura, trabajo y futuro, mientras que lo costarricense se enlaza con el trópico, la pasividad, la naturaleza, el atraso y el pasado. La época de Pío Víquez es la del liberalismo, sobre todo el de la dictadura de Tomás Guardia (1870-1882), marcada por la construcción del ferrocarril al Atlántico, construido por extranjeros, siendo este símbolo agresivo de la industria, la prosperidad y el bienestar económico y cultural, proyecto nacional que permitiría al país el acceso a la civilización y el progreso. Con su cuidada prosa, Víquez condensa en sus escritos el pensamiento de una época, la del liberalismo, que en la actualidad sirve para explicar el origen de muchos estereotipos y mitos del país y sus habitantes.

## Literatura sobre Pío Víquez
En 1982, Julio Molina Siverio escribió un libro biográfico sobre Pío Víquez, titulado Pío Víquez: su vida, el periodista, el poeta. En 1990, el historiador Carlos Meléndez Chaverri reunió la mayoría de la obra literaria de Pío Víquez en el libro Política, viajes y semblanzas. En el año 2000, la escritora chileno-costarricense Tatiana Lobo escribió una novela llamada El año del laberinto, donde Pío Víquez, desde su trabajo como periodista, investiga los motivos del asesinato de una mujer en la Costa Rica del siglo XIX.